# Карла Сакраменту
Карла Кріштіна Пакеті ду Сакраменту (порт. Carla Cristina Paquete do Sacramento; нар. 10 грудня 1971) — португальська бігунка на середні дистанції.

## Спортивні досягнення
Фіналістка олімпійських змагань з бігу на 1500 метрів — 6-е місце у 1996 та 10-е місце у 2000. Також брала участь в олімпійських змаганнях на двох інших Іграх (1992, 2004), проте зупинялась на попередніх стадіях.
Чемпіонка світу з бігу на 1500 метрів (1997). Бронзова призерка чемпіонату світу з бігу на 1500 метрів (1995). Фіналістка з бігу на 1500 метрів на інших чемпіонатах світу — 4-е місце у 2001, 5-е місце у 1999 та 11-е місце у 1993.
Срібна призерка чемпіонату світу в приміщенні з бігу на 1500 метрів (1995). Фіналістка на цій дистанції на трьох інших чемпіонатах світу в приміщенні — 4-е місце в 2001, 5-е місце в 1997 та 70е місце в 1993.
Учасниця 9 чемпіонатів світу з кросу, на яких найкращим результатом стали 7-е місце серед дорослих (2000, 2001) та 17-е місце серед юніорів (1989).
Була 3-ю в бігу на 1500 метрів на Кубку світу (1998).
Була 4-ю на чемпіонаті світу серед юніорів (1988) з бігу на 800 та 1500 метрів.
Срібна призерка чемпіонату Європи з бігу на 1500 метрів (1998). Фіналістка з бігу на 1500 метрів на інших чемпіонатах Європи — 6-е місце у 1994 та 12-е місце у 2002. Фіналістка (6-е місце) чемпіонату Європи з бігу на 800 метрів (1994).
Чемпіонка Європи в приміщенні з бігу на 1500 метрів (1996). Срібна призерка чемпіонату Європи в приміщенні з бігу на 3000 метрів (2002). Бронзова призерка чемпіонату Європи в приміщенні з бігу на 800 метрів (1994).
Найкращий виступ на чемпіонаті Європи з кросу — 11-е місце у 1994.
Срібна призерка Універсіади з бігу на 1500 метрів (1997).
Чемпіонка Португалії з бігу на 800 метрів (1986, 1987, 1993, 1994, 1995), 1500 метрів (1991, 2001, 2004) та кросового бігу (2000, 2001, 2002).
Чемпіонка Португалії в приміщенні з бігу на 800 метрів (1988, 1992, 1993, 1994) та 1500 метрів (1992, 1994).